# شتات بريطاني
يتكون الشتات البريطاني من أشخاص من أصل بريطاني (وأحفادهم) الذين هاجروا من الجزر البريطانية. تقع أكبر التجمعات النسبية للأشخاص المنحدرين من أصل بريطاني في العالم خارج المملكة المتحدة وأقاليم ما وراء البحار التابعة لها في نيوزيلندا (59٪) وأستراليا (46٪) وكندا (31٪) والولايات المتحدة (11٪) وأجزاء من منطقة الكاريبي. أولئك الذين يزعمون أن أصلهم بريطاني يشكلون مجموعة فرعية من أولئك الذين ربما ادعوا أنهم من أصل بريطاني؛ حيث يشمل الشتات البريطاني حوالي 200 مليون شخص في جميع أنحاء العالم.
بالإضافة إلى ذلك، تشمل البلدان التي تضم أكثر من 100.000 مغترب بريطاني، إسبانيا وجمهورية أيرلندا وجنوب إفريقيا وفرنسا وألمانيا والإمارات العربية المتحدة.